# 佐藤信 (政治学者)
佐藤 信（さとう しん、1988年 - ）は日本の政治学者。
専門は現代日本政治、日本政治外交史。東京都立大学准教授。朝日新聞パブリックエディター。元東京大学先端科学技術研究センター助教。

## 略歴
奈良県生まれ。2011年東京大学法学部卒業。2015年東京大学大学院法学政治学研究科総合法政専攻博士後期課程を中途退学後、2018年東京大学大学院工学系研究科先端学際専攻より論文博士号（学術）取得。
東京大学先端科学技術研究センターに所属しながら青山学院大学非常勤講師などを経て、2020年より現職。

## エピソード
歴史学者の佐藤信（さとう　まこと）と読みは異なるものの同姓同名であるため、先端研所属中は郵便物等が誤って届くことがあったという。
大学時代はジャズ研に所属していた。

## 著書

### 単著
『鈴木茂三郎 1893-1970―統一日本社会党初代委員長の生涯』(藤原書店、2011年)
『60年代のリアル』（ミネルヴァ書房、2011年）
『日本婚活思想史序説』（東洋経済新報社、2019年）
『近代日本の統治と空間 私邸・別荘・庁舎』（東京大学出版会、2020年）

### 共著
『建築と権力のメカニズム』(岩波書店、2015年)
御厨貴・井上章一との共著
『天皇の近代』(千倉書房、2018年)
御厨貴との共著
『オーラル・ヒストリーに何ができるか』(岩波書店、2019年)
御厨貴らとの共著
『戦後日本の学知と想像力 : 「政治学を読み破った」先に』(吉田書店、2022年)
前田亮介らとの共著

### 共編著
『政権交代を超えて―政治改革の20年』（岩波書店、2013年）
御厨貴・牧原出との共編著